# Tetliztac
Tetliztac är en ort i Mexiko.   Den ligger i kommunen Chilapa de Álvarez och delstaten Guerrero, i den sydöstra delen av landet, 230 km söder om huvudstaden Mexico City. Tetliztac ligger 1 858 meter över havet och antalet invånare är 149.
Terrängen runt Tetliztac är kuperad åt nordost, men åt sydväst är den bergig. Runt Tetliztac är det ganska glesbefolkat, med 43 invånare per kvadratkilometer. Närmaste större samhälle är Acatepec, 8,2 km sydost om Tetliztac. I omgivningarna runt Tetliztac växer huvudsakligen savannskog.